# Thenea megastrella
Thenea megastrella är en svampdjursart som beskrevs av Lendenfeld 1907. Thenea megastrella ingår i släktet Thenea och familjen Pachastrellidae.
Artens utbredningsområde är havet utanför Kap Verde. Inga underarter finns listade i Catalogue of Life.